# Grand Prix
Grand Prix, ofta förkortat till GP, är franska och betyder "Stort pris". Namnet används ofta för tävlingar med häst, dans, cykel eller motorfordon samt sedan 1983 även för friidrott.

## Varianter
Deltävlingarna i formel 1-VM kallas grand prix, med tillägg av namnet på det land eller något motsvarande där varje tävling hålls. Formel 1 kan ses som en efterföljare till Grand prix-racingen under 1900-talets första hälft. En fullständig lista över alla Grand Prix i formel 1 finns i lista över Formel 1 Grand Prix.
Inom tennis kallades en rad internationella turneringar tidigare grand prix, men de ingår numera i ATP-touren och sedan den touren startade kallas de i stället för ATP-turneringar.
Inom volleyboll spelas sedan 1993 årligen Volleyboll Grand Prix för damlandslag från hela världen. I Sverige spelas sedan säsongen 1997/1998 Grand Prix i volleyboll för inhemska klubblag.
Inom landsvägscykling genomförs vissa tävlingar som Grand Prix eller kriterium som det även kallas. Tävlingarna körs oftast på en kortare varvbana på runt 1-3 km ett visst antal varv eller som en tidsbaserad tävlingstid. Den tidsbaserade tävlingstypen innebär oftast att ex antal minuter skall köras innan loppet skall avgöras. Tävlingen kan då i teorin köras över en antingen väldigt kort eller väldigt lång sträcka. En av de högst kategoriserade Grand Prix-tävlingarna inom professionell landsvägscykling idag är Le Grand Prix Cycliste de Québec som avgörs i Kanada i september.
I Storbritannien spelas sedan 1982 Grand Prix i snooker.

## Andra Grand Prix-tävlingar
- Grand prix-racing
- Racingklassen A1 Grand Prix
- Motorcykeltävlingen Saxtorps Grand Prix

## Övrigt

### Formel 1-stall med Grand Prix eller GP i sina namn
- Formel 1-stallet Arrows Grand Prix
- Formel 1-stallet Brawn GP
- Formel 1-stallet Jordan Grand Prix
- Formel 1-stallet Pacific Grand Prix
- Formel 1-stallet Prost Grand Prix
- Formel 1-stallet Williams Grand Prix Engineering

### Racerbanor med Grand Prix i sina namn
- Adelaide Grand Prix Circuit
- Dallas Grand Prix Circuit
- Zeltweg Grand Prix Circuit

### Film- och TV-titlar
- Den norska filmen Flåklypa Grand Prix
- Svenskt TV-program Grand Prix
- John Frankenheimers klassiker Grand Prix från 1966.